# Christian Garnier (Geograph)
Christian Garnier (genannt Nino) (* 24. Juli 1872 Paris; † 4. September 1898 ebenda) war ein französischer Geograph und ein Wegbereiter der Sprachgeographie und Dialektkartographie.

## Leben
Christian Garnier war der zweite Sohn von Charles Garnier und Louise Bary. Das Ehepaar, das 1858 heiratete, hatte seinen ersten Sohn Daniel, geboren am 21. März 1862, acht Jahre zuvor im Alter von zwei Jahren verloren.
Christian Garnier studierte am renommierten Lycée Louis-le-Grand bei Professor Auguste-Stéphane Ammann (1844–1921). Seit seiner frühen Jugend war er leidenschaftlich an Sprachen und Geographie interessiert und im Alter von 14 Jahren wurde er das jüngste Mitglied der Société de Géographie de Paris. Mit 21 Jahren trat er in die École de génie civil ein, aber seine Pläne wurden durch eine Tuberkuloseerkrankung im Jahre 1894 vereitelt. Da das Leben der Garnier-Familie nie wieder normal sein würde, beschlossen Louise und Charles, fast während des ganzen Jahres in Bordighera zu bleiben, wo sie eine Villa besaßen, die von Charles im Jahre 1871 erbaut worden war.
Christian starb im Alter von 26 Jahren am 4. September 1898, einen Monat nach seinem Vater. Er wurde auf dem Friedhof Montparnasse in der Nähe seines Vaters begraben.

## Werk
Im Jahre 1895 gelang es ihm, trotz seiner Krankheit sein Buch Essai de géographie générale suivi de tables se rapportant à la géographie (Essay über Allgemeine Geographie mit Anhang geographischer Tabellen) zu veröffentlichen. Im Jahre 1899 veröffentlichte er durch den Verleger Ernest Leroux seine Methode der allgemeinen rationalen Transkription der geographischen Namen (TRG), zweifellos sein bemerkenswertestes Buch, dessen Nomenklatur bis heute von Geographen benutzt wird.
In diesen Jahren nahm Garnier an zahlreichen wissenschaftlichen Konferenzen in ganz Europa teil und bewarb sich mit seinem Hauptwerk Méthode de Transcription rationnelle générale des Noms géographiques (Methode der allgemeinen rationalen Transkription von geographischen Namen) 1898 für den Prix Volney, der ihm posthum einstimmig verliehen wurde.
Im Jahr 1897 veröffentlichte er eine Karte der Verteilung der Sprachen in den westlichen Alpen. Dabei konzentrierte er sich auf die Ähnlichkeiten der Dialekte, die über die politischen Grenzen hinweg auf beiden Seiten der Alpenkämme gesprochen wurden. Im selben Jahr verfasste er einen Catalogus plantarum der botanischen Arten im Park der Villa Garnier und eine geographische Studie Monographie der Provinz Porto Maurizio. Seine letzte Publikation, die einige Monate vor seinem Tod erschien, war Grammatik und Wortschatz der Idiome von Bordighera und Realdo.

## Werke (Auswahl)
- Dossier sur Bordighera (1889)
- Essai de géographie générale suivi de tables se rapportant à la géographie (1895)
- Charte de la distribution des langues dans les Alpes occidentales (1897)
- Catalogus plantarum vivacium annuarumque quae in plena terra cultae reperiuntur in horto Villae Caroli Garnier (1897)
- Monographie de la province de Porto Maurizio (1897)
- «Méthode de transcription rationnelle générale des noms géographique», publié à Paris chez Leroux en 1898[6]
- Lettres sur participation au III Congrès italien de géographies, Bordighera (19 avril 1898)
- Deux patois des Alpes-Maritimes italiennes : grammaires et vocabulaires méthodiques des idiomes de Bordighera et de Realdo (1898)